# Lenuța Simiuc
Lenuța Petronela Simiuc (* 27. September 1994 in Dumbrava, Kreis Bacău) ist eine rumänische Leichtathletin, die sich auf den Mittelstreckenlauf spezialisiert hat.

## Sportliche Laufbahn
Erste internationale Erfahrungen sammelte Lenuța Simiuc im Jahr 2011, als sie bei den Jugendweltmeisterschaften nahe Lille im 1500-Meter-Lauf mit 4:32,47 min in der ersten Runde ausschied. 2013 belegte sie bei den Junioreneuropameisterschaften in Rieti in 4:23,69 min den siebten Platz und bei den IAAF World Relays 2014 auf den Bahamas klassierte sie sich mit der rumänischen 4-mal-1500-Meter-Staffel mit neuem Landesrekord von 17:51,48 min auf dem vierten Platz. Im Jahr darauf gewann sie bei den Balkan-Meisterschaften in Pitești in 4:20,63 min die Bronzemedaille über 1500 Meter. Auch bei den Balkan-Meisterschaften 2017 gewann sie in 4:23,09 min die Bronzemedaille über 1500 Meter, sowie in 2:10,63 s auch im 800-Meter-Lauf. 2018 siegte sie dann bei den Balkan-Meisterschaften in Stara Sagora in 4:20,81 min über 1500 Meter und im Jahr darauf schied sie bei der Sommer-Universiade in Neapel über 800 Meter im Halbfinale aus und kam auch über 1500 Meter mit 4:27,36 min nicht über die erste Runde hinaus. 2021 startete sie bei den Halleneuropameisterschaften in Toruń, schied dort aber mit 4:14,94 min im Vorlauf über 1500 Meter aus. Im Jahr darauf gewann sie bei den Balkan-Hallenmeisterschaften in Istanbul in 4:16,09 min die Bronzemedaille über 1500 m hinter der Türkin Şilan Ayyıldız und Luiza Gega aus Albanien. Im Juni gewann sie bei den Freiluftmeisterschaften in Craiova in 4:18,17 min die Bronzemedaille hinter Ayyıldız und ihrer Landsfrau Maria Florea. Zudem sicherte sie sich in der 4-mal-400-Meter-Staffel in 3:40,40 min die Bronzemedaille. 
2023 schied sie bei den Halleneuropameisterschaften in Istanbul mit 4:29,07 min den Finaleinzug über 1500 Meter. Im Juli gewann sie bei den Balkan-Meisterschaften in Kraljevo in 4:17,84 min die Bronzemedaille hinter der Türkin Şilan Ayyıldız und Sivan Auerbach aus Israel. Anschließend belegte sie bei den Spielen der Frankophonie in Kinshasa in 4:45,44 min den vierten Platz über 1500 Meter und gewann mit der 4-mal-400-Meter-Staffel in 3:45,57 min die Bronzemedaille hinter den Teams aus Marokko und Kamerun. Im Jahr darauf kam sie bei den Hallenweltmeisterschaften in Glasgow mit 4:18,52 min nicht über den Vorlauf über 1500 Meter hinaus. Ende Mai gewann sie bei den Balkan-Meisterschaften in Izmir in 4:16,02 min die Bronzemedaille hinter den Türkinnen Tuğba Toptaş und Gamze Bulut. Kurz darauf schied sie bei den Europameisterschaften in Rom mit 4:23,56 min im Vorlauf über 1500 Meter aus.
2022 wurde Simiuc rumänische Meisterin im 1500-Meter-Lauf im Freien sowie 2022 und 2024 in der Halle. Sie stammt aus einem Dorf bei Bacău und studierte von 2017 bis 2021 Liberal Studies an der University of Toledo im US-Bundesstaat Ohio.

## Persönliche Bestleistungen
- 800 Meter: 2:05,73 min, 8. Mai 2021 in Oxford
  - 800 Meter (Halle): 2:07,94 min, 30. Januar 2021 in Clemson
- 1000 Meter: 2:44,79 min, 5. Mai 2024 in Pliezhausen
- 1500 Meter: 4:12,24 min, 20. Mai 2022 in New York City
  - 1500 Meter (Halle): 4:14,91 min, 7. Februar 2024 in Valencia
- Meile: 4:42,51 min, 11. Juni 2020 in San Tan Valley
  - Meile (Halle): 4:34,59 min, 14. Februar 2020 in Boston